# Nicola Albani
Pour les articles homonymes, voir Albani.
Nicola Albani, né le 15 avril 1982, est un footballeur saint-marinais.

## Biographie
Il évolue au poste de défenseur, principalement à la SS Murata et en équipe de Saint-Marin. 
Il reçoit 40 sélections officielles en équipe de Saint-Marin entre 2001 et 2011.
Il marque son unique but international contre la Lettonie lors des qualifications de la Coupe du monde 2002, permettant à Saint-Marin d'obtenir son seul match nul à l'extérieur.
Lors du match opposant Saint-Marin à l'Écosse, au moment où il entre sur le terrain, le défenseur vétéran écossais Colin Hendry le frappe d'un coup de coude causant une suspension et la fin de carrière internationale de l'Écossais.